# Rangifer tarandus fennicus
Sous-espèce
Le Renne des forêts eurasiennes (latin : Rangifer tarandus fennicus), est une sous-espèce du renne et que l'on trouve encore à l'état sauvage dans deux régions, l'une dans la République de Carélie russe, et une plus petite dans les régions de Carélie du Nord, de Savonie et du Kainuu du centre de la Finlande.